# Rușii din Republica Moldova
Rușii (în rusă русские) constituie al treilea grup etnic minoritar din Republica Moldova. La recensământul populației din 2004 au fost înregistrați 369.896 de etnici ruși sau 9,39% din populația țării (dintre care 201.218 persoane [5,95%] în dreapta Nistrului și 168.678 de persoane [30,37%] în stînga Nistrului).
Rușii locuiesc preponderent în orașele mari (Chișinău, Tiraspol, Tighina și Bălți), dar și în estul țării (raioanele Slobozia, Grigoriopol, Rîbnița, etc).

## Demografie

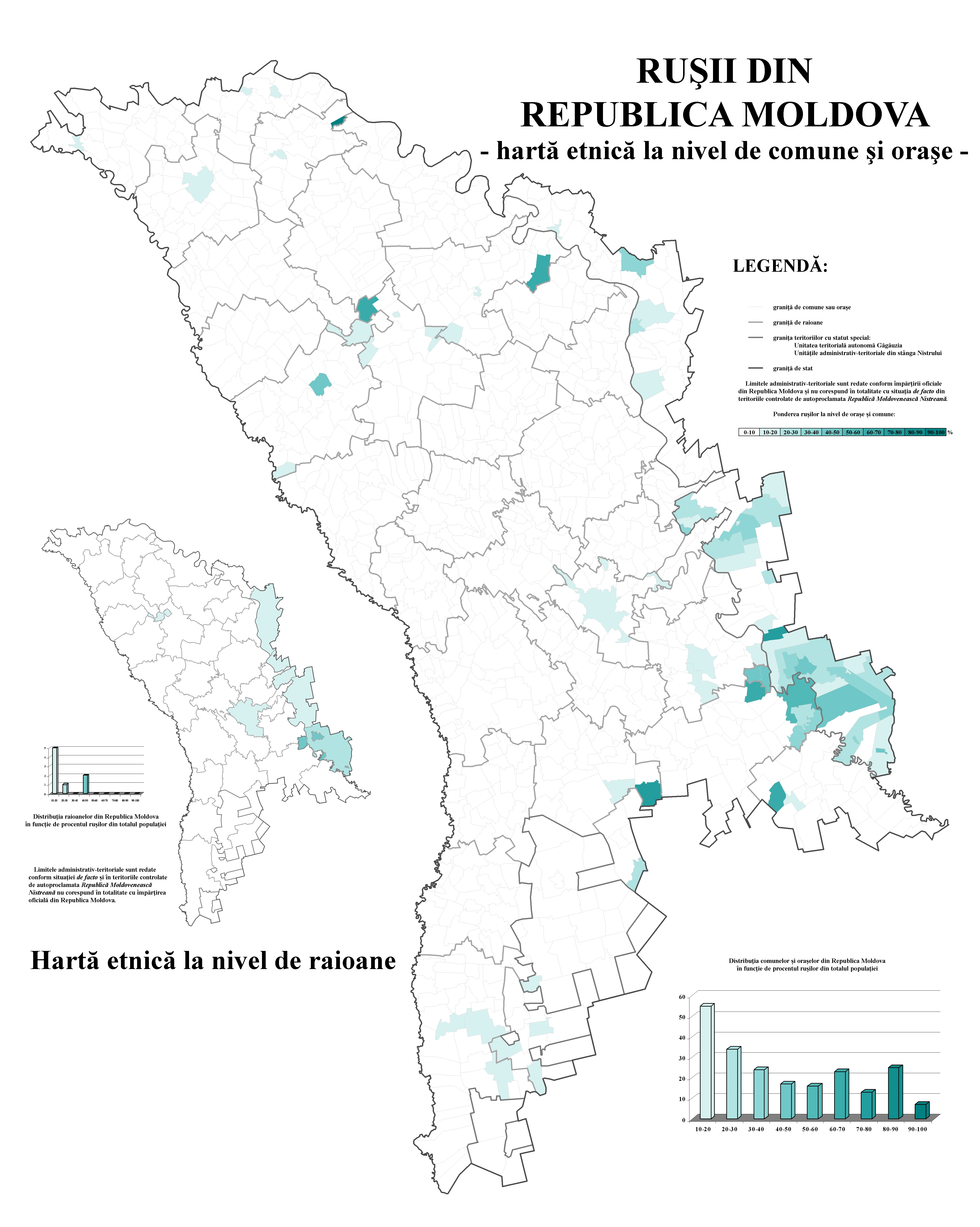
Ponderea rușilor în Republica Moldova la nivel de comune

### Dinamica numărului
| An   | Populație | % din total. populației | % creșt./ descreșt. |
| ---- | --------- | ----------------------- | ------------------- |
| 1817 | 5.000     | 1,2%                    | ▬                   |
| 1856 | 6.000     | 0,6%                    | ▲20,0%              |
| 1897 | 155.774   | 8,0%                    | ▲2.496,2%           |
| 1930 | 351.912   | 12,3%                   | ▲125,9%             |
| 1941 | 158.100   | 6,7%                    | ▼55,1%              |
| 1959 | 292.930   | 10,2%                   | ▲85,3%              |
| 1970 | 414.444   | 11,6%                   | ▲41,5%              |
| 1979 | 505.730   | 12,8%                   | ▲22,0%              |
| 1989 | 562.069   | 13,0%                   | ▲11,1%              |
| 2004 | 369.896   | 9,4%                    | ▼34,2%              |
| 2014 | 111.726   | 4,1%                    | ▼                   |

### Populația după subdiviziune teritorială (recensământul din 2004)
| Subdiviziune         | Ruși   | Procentaj |
| -------------------- | ------ | --------- |
| Municipiul Tighina   | 46.387 | 44,17%    |
| Municipiul Tiraspol  | 66.281 | 41,64%    |
| Raionul Slobozia     | 25.436 | 26,56%    |
| Municipiul Bălți     | 24.526 | 19,22%    |
| Raionul Dubăsari     | 7.125  | 19,03%    |
| Raionul Grigoriopol  | 8.333  | 17,36%    |
| Raionul Rîbnița      | 14.327 | 17,22%    |
| Municipiul Chișinău  | 99.149 | 13,94%    |
| Raionul Basarabeasca | 2.568  | 8,86%     |
| Raionul Camenca      | 1.880  | 6,89%     |
| Raionul Cahul        | 7.702  | 6,46%     |
| Raionul Edineț       | 5.083  | 6,24%     |
| Raionul Dondușeni    | 2.714  | 5,84%     |
| Raionul Florești     | 4.633  | 5,18%     |
| Raionul Anenii Noi   | 4.135  | 5,06%     |
| Raionul Taraclia     | 2.139  | 4,96%     |
| Raionul Ocnița       | 2.764  | 4,89%     |
| Raionul Căușeni      | 3.839  | 4,24%     |
| Raionul Cimișlia     | 2.371  | 3,89%     |
| UTA Găgăuzia         | 5.941  | 3,81%     |
| Raionul Sîngerei     | 3.029  | 3,48%     |
| Raionul Fălești      | 3.064  | 3,39%     |
| Raionul Glodeni      | 1.693  | 2,78%     |
| Raionul Soroca       | 2.601  | 2,74%     |
| Raionul Ștefan Vodă  | 1.918  | 2,72%     |
| Raionul Briceni      | 2.061  | 2,64%     |
| Raionul Ungheni      | 2.766  | 2,50%     |
| Raionul Rîșcani      | 1.726  | 2,49%     |
| Raionul Leova        | 1.170  | 2,29%     |
| Raionul Rezina       | 1.093  | 2,27%     |
| Raionul Orhei        | 2.216  | 1,91%     |
| Raionul Drochia      | 1.641  | 1,88%     |
| Raionul Strășeni     | 1.576  | 1,77%     |
| Raionul Criuleni     | 1.008  | 1,40%     |
| Raionul Călărași     | 947    | 1,26%     |
| Raionul Hîncești     | 1.463  | 1,22%     |
| Raionul Cantemir     | 710    | 1,18%     |
| Raionul Ialoveni     | 1.112  | 1,14%     |
| Raionul Șoldănești   | 376    | 0,89%     |
| Raionul Telenești    | 537    | 0,77%     |
| Raionul Nisporeni    | 339    | 0,52%     |

- Cu italic sunt marcate subdiviziunile din stînga Nistrului ori controlate de separatiști.

## Vezi și
- Colonizarea Basarabiei